# Chadwick Boseman

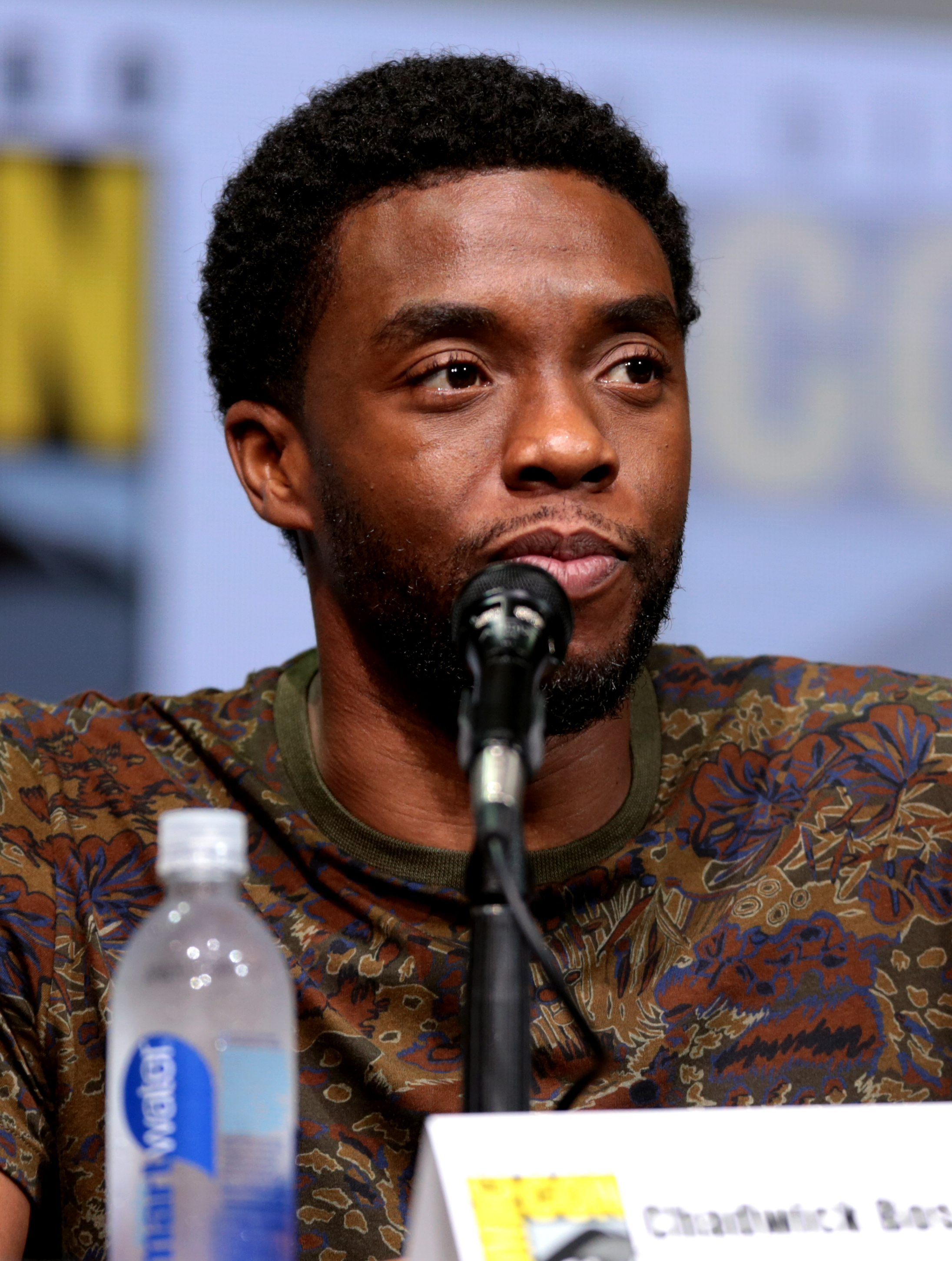
Chadwick Boseman auf der San Diego Comic-Con International (2017)

Chadwick Aaron Boseman (* 29. November 1976 in Anderson, South Carolina; † 28. August 2020 in Los Angeles, Kalifornien) war ein US-amerikanischer Filmschauspieler. Bekannt wurde er vor allem durch die Rolle des Superhelden Black Panther in einer Reihe von Filmen der Marvel Studios, insbesondere als Hauptfigur im Film Black Panther.
Weitere Hauptrollen hatte Boseman u. a. in den Filmbiographien 42 – Die wahre Geschichte einer Sportlegende (als Jackie Robinson), Get on Up (als James Brown) und Marshall (als Thurgood Marshall) sowie im Action-Thriller 21 Bridges und im Kriegsdrama Da 5 Bloods.
Im Rahmen der Golden Globe Awards 2021 wurde er posthum für seine hochgelobte Rolle als Levee Green im Film Ma Rainey’s Black Bottom als Bester Hauptdarsteller in einem Drama ausgezeichnet. Im selben Jahr folgte eine Oscar-Nominierung als Bester Hauptdarsteller.

## Leben und Karriere

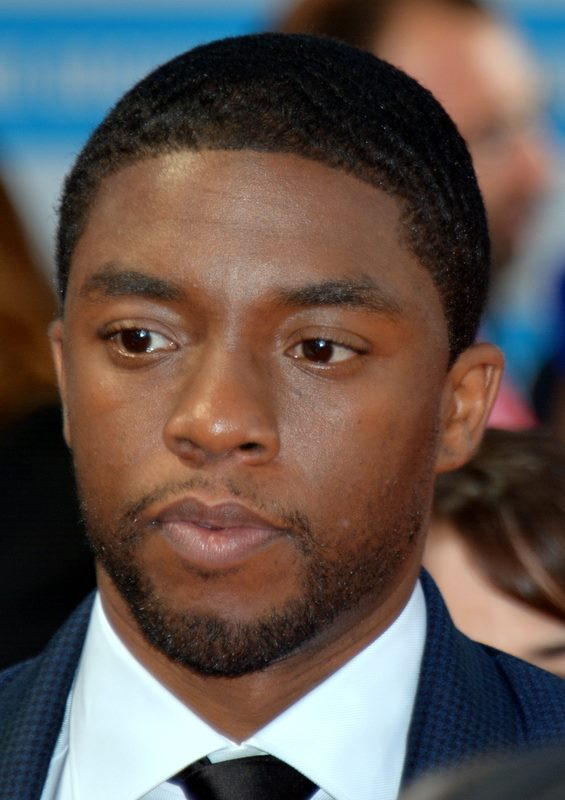
Chadwick Boseman (2014)

Chadwick Boseman wuchs im US-Bundesstaat South Carolina auf. Er studierte an der Howard University und schloss mit einem Bachelor of Fine Arts in Regie ab. Er besuchte des Weiteren die British American Dramatic Academy in Oxford. Seine Studienkosten für Oxford übernahm der Schauspieler Denzel Washington. Da Boseman sich für die ethnische Zugehörigkeit seiner afrikanischen Vorfahren interessierte, ließ er eine DNS-Analyse durchführen, die eine Übereinstimmung mit den Limba aus Sierra Leone ergab.
Seinen ersten Auftritt im Fernsehen hatte Boseman 2003 in der Fernsehserie Third Watch – Einsatz am Limit. In den folgenden Jahren erschien er in Serien wie Law & Order, Emergency Room – Die Notaufnahme, Cold Case – Kein Opfer ist je vergessen und Lie to Me. Zwischen 2008 und 2009 war er in neun Folgen der Serie Lincoln Heights zu sehen. 2010 folgte eine Hauptrolle in der kurzlebigen Serie Persons Unknown. Im Jahr 2011 hatte Boseman Gastauftritte in The Glades, Castle, Justified sowie in Fringe – Grenzfälle des FBI.
2013 übernahm er im biografischen Sportfilm 42 – Die wahre Geschichte einer Sportlegende die Hauptrolle des Baseballspielers Jackie Robinson. Weitere Filmbiographien mit Boseman als Hauptdarsteller sind Get on Up über den Soulmusiker James Brown und Marshall über den Bundesrichter Thurgood Marshall.
2016 übernahm er in dem Film The First Avenger: Civil War die Rolle des Superhelden Black Panther im Marvel Cinematic Universe. Zwei Jahre später wurde dessen Solofilm veröffentlicht. Auch in Avengers: Infinity War und Avengers: Endgame war er in dieser Rolle zu sehen. Für die von Marvel Studios produzierte Animationsserie What If...? sprach er ebenfalls die Rolle des Black Panther ein. Als Hauptdarsteller wurde Boseman auch im 2019 erschienenen Action-Thriller 21 Bridges besetzt. In Spike Lees Vietnamkriegs-Drama Da 5 Bloods verkörpert er den Gruppenführer Norman. Die letzte Produktion, an der er mitwirkte, ist Ma Rainey’s Black Bottom. Sein schauspielerisches Schaffen für Film und Fernsehen umfasst 33 Produktionen.
Er verlobte sich im Oktober 2019 mit der Sängerin Taylor Simone Ledward, die er auch heiratete, wie seine Familie erst nach seinem Tod mitteilte.
Im August 2020 erlag er im Alter von 43 Jahren den Folgen von Darmkrebs, der bereits im Jahr 2016 (im Stadium III) diagnostiziert, von Boseman jedoch nicht öffentlich gemacht worden war. Bosemans letzte Filmrolle war die des Trompeters Levee im Musikfilm Ma Rainey’s Black Bottom über die Bluesmusikerin Ma Rainey. Für seine Leistung erhielt er posthum u. a. den Golden Globe Award und den Preis der Los Angeles Film Critics Association als Bester Hauptdarsteller zuerkannt. Ebenfalls im Jahr 2021 folgte eine Oscar-Nominierung als Bester Hauptdarsteller.
Disney+ ehrte Bosemans Beitrag zum Marvel-Universum mit einer Änderung des Intros von Black Panther, das sich nun auf den Schauspieler konzentriert.

## Filmografie (Auswahl)

### Fernsehserien
- 2003: Third Watch – Einsatz am Limit (Third Watch, Fernsehserie, Folge 5x04)
- 2003: All My Children (Fernsehserie)
- 2004: Law & Order (Fernsehserie, Folge 14x16)
- 2006: CSI: NY (Fernsehserie, Folge 2x23)
- 2008: Emergency Room – Die Notaufnahme (ER, Fernsehserie, Folge 15x06)
- 2008: Cold Case – Kein Opfer ist je vergessen (Cold Case, Fernsehserie, Folge 6x10)
- 2008–2009: Lincoln Heights (Fernsehserie, neun Folgen)
- 2009: Lie to Me (Fernsehserie, Folge 2x02)
- 2010: Persons Unknown (Fernsehserie, 13 Folgen)
- 2010: The Glades (Fernsehserie, Folge 1x09)
- 2011: Castle (Fernsehserie, Folge 3x12)
- 2011: Detroit 1-8-7 (Fernsehserie, Folge 1x14)
- 2011: Justified (Fernsehserie, Folge 2x04)
- 2011: Fringe – Grenzfälle des FBI (Fringe, Fernsehserie, Folge 4x04)
- 2021: What If…? (Fernsehserie, 4 Folgen, Stimme)

### Spielfilme
- 2008: The Express
- 2012: The Kill Hole
- 2013: 42 – Die wahre Geschichte einer Sportlegende (42)
- 2014: Draft Day
- 2014: Get on Up
- 2016: Gods of Egypt
- 2016: The First Avenger: Civil War (Captain America: Civil War)
- 2016: Message from the King
- 2017: Marshall
- 2018: Black Panther
- 2018: Avengers: Infinity War
- 2019: Avengers: Endgame
- 2019: 21 Bridges
- 2020: Da 5 Bloods
- 2020: Ma Rainey’s Black Bottom

## Auszeichnungen und Ehrungen
- 2017: Nominierung – NAACP Image Award, Bester Nebendarsteller (The First Avenger: Civil War)[9]
- 2018: Ehrendoktorwürde in Litterarum humanarum doctor; der Howard University, verliehen am 12. Mai 2018

Postume Ehrungen:
- 2020: „Hero for the Ages“[10]
- 2020: Chicago Film Critics Association Award, Bester Hauptdarsteller (Ma Rainey’s Black Bottom)
- 2020: Los Angeles Film Critics Association Award, Bester Hauptdarsteller (Ma Rainey’s Black Bottom)
- 2020: Satellite Award, Bester Nebendarsteller (Da 5 Bloods)
- 2020: Nominierung – Satellite Award, Bester Hauptdarsteller – Drama (Ma Rainey’s Black Bottom)
- 2021: Gotham Award, Bester Darsteller (Ma Rainey’s Black Bottom)
- 2021: Golden Globe Award, Bester Hauptdarsteller – Drama (Ma Rainey’s Black Bottom)[11]
- 2021: Screen Actors Guild Awards, Bester Hauptdarsteller (Ma Rainey’s Black Bottom)
- 2021: Nominierung – Screen Actors Guild Awards, Bester Nebendarsteller (Da 5 Bloods)
- 2021: Nominierung – Oscar, Bester Hauptdarsteller (Ma Rainey’s Black Bottom)
- 2021: MTV Movie & TV Awards 2021 – Beste schauspielerische Performance (Ma Rainey’s Black Bottom)
- 2022: Disney Legend[12]